# Río Voga
El Voga (en portugués, Vouga) es un río del oeste de la península ibérica que discurre por  por los distritos de Aveiro y Viseo, en Portugal. 

## Curso
El Voga nace en la sierra de la Lapa, en la denominada chafariz da Lapa, a 930 m de altitud, situada entre las feligresías de Quintela, perteneciente al municipio de Sernancelle (en el distrito de Viseo), y Gradiz, perteneciente al municipio de Aguiar da Beira (en el distrito de Guarda).
Poco después de atravesar la villa de Cacia, situada en el municipio y distrito de Aveiro y a siete kilómetros de la sede del concejo y distrito, sus aguas se separan en numerosos canales, al atravesar un terreno bajo y pantanoso, dando inicio a la formación de la ría de Aveiro. 
Su recorrido es en sentido occidental, con una longitud total de 148 km. Tiene como afluentes principales por la derecha los ríos Caima, Mau y Sur; por la izquierda vierte sus aguas el río Águeda. Su cuenca hidrográfica tiene una extensión de 3.635 km², contando también las pequeñas cuencas hidrográficas de los ríos que desembocan directamente en la ría de Aveiro. Su cuenca contiene el embalse de Ribafeita.

## Afluentes
- Río Águeda
- Río de Mel
- Río Sul
- Río Caima
- Río Ul
- Río Mau
- Río Teixeira
- Río Zela